# Tex Brashear
Tex Brashear est un acteur américain né le 2 janvier 1955. Il est surnommé « l'homme aux 1 000 voix » (« The Man of 1000 Voices »).

## Carrière
Après avoir commencé sa carrière à la radio au Texas, en Arizona puis à Los Angeles, il mise uniquement sur sa voix et fera des milliers  de publicités pour la radio, pour la télévision ou des voix pour des personnages de dessins animés. Sa voix de basse profonde est connue des anglophones et en premier lieu de ses compatriotes américains. Il a aussi tenu des petites rôles pour animer le show d'Howard Stern à la radio, mais il est avant tout célèbre pour avoir prêté sa voix à de nombreuses bandes annonces de films.
On lui attribue la découverte et le développement d'une technique de respiration (le « reverse breathing ») permettant aux acteurs de bandes annonces de retenir leur respiration pendant que le texte est récité. 